# 黑格拉本河 (漢巴赫河支流)
49°06′43″N 10°41′49″E / 49.11182°N 10.69687°E
黑格拉本河是德國的河流，位於該國東南部，由巴伐利亞負責管轄，屬於漢巴赫河的右支流，河道全長3.5公里，流域面積3.2平方公里，流經魏森堡-貢岑豪森縣。